# Мори, Билл
Билл Мо́ри (англ. Bill Morey; 19 декабря 1919 — 10 декабря 2003) — американский актёр. Наиболее известен по роли Оскара в ситкоме 1990-х годов «Шоу Джона Ларрокетта».

## Биография

### Ранний период жизни
Мори родился 19 декабря 1919 года во Фрамингеме, штат Массачусетс. Он был ветераном Великой Отечественной войны.

### Карьера
Мори начал свою карьеру в 1940-х годах, выступая как на сцене, так и на радио. Он переехал в Траверс-Сити, штат Мичиган, из-за Театра округа Черри, где он выступал в их постановках в 1950-х и начале 1960-х годов. Кроме того, в начале 1960-х он играл и руководил постановками в Гражданском театре, — бывшее название того, что сейчас называется Театром Старого города. Мори также работал на местном радио и телевидении, проживая в Траверс-Сити.
В 1970 году Мори был награждён премией Джозефа Джефферсона за лучшую мужскую роль второго плана за роль в спектакле «Янус» в театре «Бег фазана» (Pheasant Run Playhouse) в Чикаго. Именно там он был обнаружен Майклом Ричи, который пригласил Мори на свою первую полнометражную роль в Prime Cut (1972). С тех пор Мори переехал в Лос-Анджелес в 1974 году, где продолжал работать в кино и на телевидении до выхода на пенсию в 2001 году.

### Личная жизнь и смерть
Мори впервые был женат на женщине по имени Крис. Они познакомились, когда оба работали на телевидении WWJ в Детройте. Он также был отцом сыновей Кристофера и Майкла и дочери Дайанны. 10 декабря 2003 года Мори умер естественной смертью в возрасте 83 лет в больнице Санта-Моники.

## Частичная фильмография
| Год  |   | Название                               | Роль                            |
| ---- | - | -------------------------------------- | ------------------------------- |
| 1972 | ф | Прайм-срез                             | Имя персонажа не указано        |
| 1975 | ф | Смертельная гонка 2000                 | Дьякон                          |
| 1979 | ф | Луковое поле                           | Юрист № 1                       |
| 1980 | ф | Война Уиткомба                         | Имя персонажа не указано        |
| 1980 | ф | Энола Гей: Люди, миссия, атомная бомба | генерал армии Джордж К. Маршалл |
| 1981 | ф | Этот одержимый дом                     | Роббинс                         |
| 1982 | ф | Какой-то герой                         | майор Райан                     |
| 1983 | ф | Мозговой штурм                         | Джеймс Зимбах                   |
| 1984 | ф | Воин-призрак                           | доктор Карл Андерсон            |
| 1986 | ф | Синдром Омега                          | доктор Ллойд Пирсон             |
| 1987 | ф | Настоящие мужчины                      | Миллард Кунард                  |
| 1988 | ф | Эльвира, повелительница тьмы           | мистер Риверс                   |
| 1989 | ф | Большой человек в кампусе              | Дин Кроуфорд                    |
| 1989 | ф | Папа                                   | Хэл Маккарти                    |